# Prix d'éloquence
Le prix d’éloquence, appelé aussi prix Balzac, est un ancien prix biennal de littérature, attribué de 1671 à 1931 par l'Académie française. Il s'agit du premier prix distribué par cette institution.
Fondé en 1654 par Jean-Louis Guez de Balzac, il prévoyait initialement un prix d'une valeur de deux cents livres, prenant la forme d'une médaille en or, avec un portrait de saint Louis sur une face et l'inscription À l'immortalité et une couronne de lauriers sur l'autre face,.
Lors de sa première attribution en 1671, il est porté à 300 livres, et décerné le 18 août 1671 à Madeleine de Scudéry pour son Discours de la gloire.
Il alterne avec le prix de poésie et comme pour lui l'Académie propose le plus souvent des sujets à thème tels que Chateaubriand, George Sand ou autre Discours sur la langue française.

## Liste des lauréats

### Années 1670
- 1671 (première édition) : 
  - Madeleine de Scudéry pour Discours de la gloire, Paris, Pierre Le Petit, 1671    (Wikisource)

### Années 1750
- 1755 : 
  - Antoine Guénard pour En quoi consiste l'Esprit philosophique

### Années 1860
- 1863 : 
  - M. Belin pour Étude littéraire sur le génie et les écrits du cardinal de Metz, n°16
  - Joseph Michon pour Étude littéraire sur le génie et les écrits du cardinal de Metz, n°15
  - Marius Topin (1838-1895) pour Étude littéraire sur le génie et les écrits du cardinal de Retz, n°12
- 1864 : 
  - Charles Benoît (1815-1898) pour Éloge de Chateaubriand
  - Henri de Bornier pour Éloge de Chateaubriand
- 1866 : Gilbert Gidel pour Une étude sur Saint-Évremond
- 1868 : 
  - Gabriel Compayré pour Justice et pitié pour le génie de Rousseau
  - Gilbert Gidel pour Un discours sur J.-J. Rousseau

### Années 1880
- 1880 : Adolphe de Lescure pour Éloge de Marivaux
- 1886 : 
  - Adolphe de Lescure pour Éloge de Beaumarchais
  - Émile Trolliet pour Éloge de Beaumarchais
- 1888 : Augustin Cabat pour Étude sur l’œuvre d’Honoré de Balzac

### Années 1890
- 1890 : 
  - Arvède Barine pour Les contes de Perrault
  - Auguste Salles pour Les Contes de Perrault
- 1892 : 
  - Albert Cahen (1857-1937) pour Étude sur Joseph de Maistre
  - Michel Revon pour Joseph de Maistre fut un génie à contrastes
- 1894 : 
  - Edmond Cramaussec pour George Sand - Elle n’a aucune petitesse dans l’âme. C’est une très noble amie, Balzac
  - Auguste Devaux pour George Sand - Pour être romancier, il faut être romanesque
  - Michel Revon pour George Sand - Lux et dux
- 1896 : 
  - Charles Codorniu pour Ronsard - Dans un pays latin la renaissance ne pouvait être que latine
  - Auguste Devaux pour Ronsard - Vatem egregium, cui non est publica vena
  - Albert Thibaudet pour Ronsard. D’une flamme divine allumer les esprits
- 1898 : 
  - Jean Brunhes pour Michelet. Mon livre m’a créé
  - Abel Ferey pour Michelet - On ne le comprend bien qu’à la condition de le bien connaître

### Années 1900
- 1900 : 
  - Jean Bertheroy pour André Chénier - Dans l’âme du poète, un Dieu même respire
  - Henri Potez pour André Chénier, Rassure, aide et défend, par ton grand souvenir, Quiconque sur sa tombe ose rêver d’unir Le laurier du poète à la palme du juste.
  - René Waltz (1875-19..) pour André Chénier
- 1902 : 
  - Henri Marcel pour Théophile Gautier
  - Henri Potez pour Théophile Gautier
- 1904 : Auguste Laborde-Milaà (1869-19..) pour Fontenelle
- 1906 : 
  - Pierre-Maurice Masson pour Alfred de Vigny
  - Firmin Roz pour Alfred de Vigny
- 1908 : 
  - Charles Codorniu pour Un discours sur Taine
  - Abel Ferey pour Un discours sur Taine
  - Charles Picard pour Un discours sur Taine

### Années 1910
- 1910 : Pierre-Maurice Masson pour Un discours sur Lamartine
- 1912 : 
  - Ferdinand Gohin (1867-1944) pour Discours sur la langue française
  - Paul Hazard pour Discours sur la langue française
- 1914 : Victor Diligent pour Montcalm
- 1916 : Victor Giraud pour La Civilisation française
- 1918 : Victor Diligent pour L'armée[7]

### Années 1920
- 1920 : Paul Rougier (1884-1980) pour La Victoire
- 1922 : Pierre Trahard pour Mérimée et l’art de la nouvelle
- 1924 : Edmond Porcher pour Diderot
- 1927 : Étienne Fondère pour Nécessité de l’histoire et en particulier de l’histoire nationale de l’enseignement

### Années 1930
- 1930 : Pierre Moreau pour Éloge d’Alfred de Musset
- 1931 : 
  - Fernand Chaussat pour Éloge de Fustel de Coulanges
  - Pierre Fabre pour Éloge de Fustel de Coulanges